# Akron Togliatti
FK Akron Togliatti (ros. ФК Акрон Тольятти) – rosyjski klub piłkarski mający swoją siedzibę w Togliatti. Występuje w Priemjer-Lidze, najwyższym szczeblu piłkarskim w Rosji.

## Historia
Akron Togliatti został założony wiosną 2018. W sezonie 2019/2020 zadebiutowali w Wtorym diwizionie. Do momentu przerwania sezonu z powodu pandemii COVID U-19 prowadzili w tabeli, więc przyznano im awans do Pierwego diwiziona. W debiutanckim sezonie zajęli w nim 17. miejsce, które początkowo oznaczało spadek zespołu. Po sezonie 2020/2021 FK Tambow spadł z Priemjer-Ligi i wycofał się z grania w Pierwym diwizionie w następnym sezonie, co pozwoliło się utrzymać Akronowi w tej lidze. W sezonie 2023/2024 zajęli w niej 3. miejsce dające możliwość zagrania w barażach o Priemjer-Ligę. W nich w dwumeczu pokonali Urał Jekaterynburg (2:0; 1:2) i awansowali na pierwszy poziom rozgrywkowy.

## Stadion
Akron Togliatti w sezonie 2024/2025 rozgrywa swoje mecze na Samara Ariena.

## Skład
Stan na 31 stycznia 2025
| Nr | Poz. | Piłkarz                                                  |
| -- | ---- | -------------------------------------------------------- |
| 1  | BR   | Siergiej Wołkow                                          |
| 4  | OB   | Paulo Vitor                                              |
| 5  | PO   | Aleksa Đurasović                                         |
| 6  | PO   | Maksim Kuźmin                                            |
| 7  | NA   | Kiriłł Danilin                                           |
| 11 | NA   | Gilson Tavares                                           |
| 14 | NA   | Władimir Chubułow (wypożyczony z Krylji Sowietow Samara) |
| 15 | PO   | Stefan Lončar                                            |
| 17 | NA   | Sołtmurad Bakajew                                        |
| 19 | OB   | Marat Bokojew                                            |
| 20 | PO   | Artur Galojan                                            |
| 21 | OB   | Roberto Fernández (wypożyczony z Club Bolívar)           |
| 23 | OB   | Bojan Dimoski                                            |

| Nr | Poz. | Piłkarz                                            |
| -- | ---- | -------------------------------------------------- |
| 24 | NA   | Artiom Dziuba                                      |
| 25 | PO   | Sherzod Esanov                                     |
| 26 | OB   | Rodrigo Escoval                                    |
| 35 | OB   | Ifet Đakovac                                       |
| 50 | BR   | Dmitrij Nagajew                                    |
| 65 | PO   | Władimir Moskiwczow (wypożyczony z Torpedo Moskwa) |
| 69 | NA   | Arsienij Dmitriew                                  |
| 71 | PO   | Dmitrij Piestriakow                                |
| 77 | OB   | Konstantin Sawiczew (kapitan)                      |
| 78 | BR   | Aleksandr Wasiutin                                 |
| 80 | OB   | Wiaczesław Bardybachin                             |
| 91 | PO   | Maksim Bołdyrew                                    |
| 97 | NA   | Siergiej Gribow                                    |